# Marko Nikolić
Marko Nikolić (cirílico serbio: Марко Николић; Belgrado, RFS Yugoslavia, 20 de julio de 1979) es un exjugador y entrenador de fútbol serbio. Actualmente dirige al AEK Atenas.

## Primeros años
Nacido en Belgrado, Nikolić entró a las inferiores del Rad en 1989. En esta cantera se formó con jugadores como Ivica Iliev, Milan Martinović, y Nemanja Vučićević. Como centrocampista, fue promovido al primer equipo en 1998, y tras un paso a préstamo en el FK Dorćol de la tercera división, se retiró como jugador al año siguiente.
Comenzó su carrera como entrenador a finales de los años 2000 en el Rad, como entrenador de juveniles, y en 2008 fue promovido a entrenador del primer equipo. Nikolić es el entrenador más joven en dirigir en la primera división de Serbia.

## Carrera como entrenador

### Etapas en Rad
Con poco más de 20 años, Nikolić trabajó con los equipos juveniles del Rad durante muchos años, antes de ser ascendido al primer equipo en 2008. Se desempeñó como asistente del entrenador tanto de Mihailo Ivanović como de Aleksandar Janjić, y finalmente reemplazó a este último el 26 de octubre de 2008, después de que el club ganara solo cinco puntos en los primeros nueve partidos. Tres días después, se convirtió en el entrenador más joven en la máxima categoría del fútbol serbio, al registrar una victoria por 1-0 sobre Vojvodina. Finalmente logró salvar al club del descenso esa temporada, terminando en noveno lugar. El 23 de mayo de 2011, dos rondas antes del final de la temporada 2010-11, Nikolić se aseguró un lugar en la UEFA Europa League 2011-12, pero decidió dejar el club tras cumplir los objetivos acordados.
El 6 de marzo de 2012, Rad lo nombró como entrenador por segunda vez. Firmó un contrato que lo mantendría en el club hasta el verano de 2013.

### Vojvodina
El 7 de junio de 2013, Nikolić fue nombrado entrenador del Vojvodina. Llevó al club a la ronda de play-off en la Europa League, pero perdió ante el Sheriff Tiraspol por 2-3 en el global. El 9 de diciembre de 2013, se separó del club en mutuo acuerdo.

### Partizan
El 16 de diciembre de 2013, Nikolić fue nombrado técnico del Partizan en sustitución de Vuk Rašović. Algunos de sus primeros fichajes incluyeron a sus exjugadores de Vojvodina Miroslav Vulićević, Petar Škuletić y Branislav Trajković. El 22 de febrero de 2014, hizo su debut en un empate sin goles ante el Novi Pazar. Finalmente no pudo defender el título de liga en la campaña 2013-14. En la siguiente temporada, logró clasificar al club para la fase de grupos de la Europa League aunque terminó último en la tabla. Fue liberado inesperadamente el 25 de marzo de 2015, dejando al Partizan en primer lugar y llegando a la semifinal de Copa.

### Olimpija Ljubljana
El 11 de enero de 2016, Nikolić fue presentado como nuevo entrenador del club esloveno Olimpija Ljubljana, firmando un contrato de dos años y medio. El 10 de abril de 2016, en un partido de liga contra Zavrč, Nikolić supuestamente llamó a su jugador, Blessing Eleke, un "idiota negro" por celebrar elaboradamente un empate en el tiempo de descuento en un eventual empate por 1-1. Sin embargo, el 14 de abril de 2016, Nikolić recibió una sanción de siete partidos y la FA eslovena le impuso una multa de €1500 tras el incidente. Finalmente, rescindió su contrato con el club de mutuo acuerdo el 18 de abril de 2016.

### Regreso a Partizan
El 4 de agosto de 2016, Nikolić regresó al Partizan con un contrato de dos años. Después de registrar dos victorias y dos derrotas en los primeros cuatro partidos, Nikolić tuvo una racha de 37 partidos consecutivos sin perder tanto en la liga como en la copa (33 victorias), y finalmente ganó el doblete. El 31 de mayo de 2017, rescindió su contrato con el club a petición suya.

### Videoton
El 6 de junio de 2017, Nikolić firmó un contrato de dos años con el club húngaro Videoton. El 25 de noviembre de 2019 fue destituido por el Fehérvár FC tras una derrota en casa por 3-1 en el MOL Arena Sóstó sumado a los malos resultados que cosecharon en los últimos encuentros.

### Lokomotiv Moscú
El 14 de mayo de 2020, la junta directiva del Lokomotiv Moscú de la Premier League rusa anunció el fichaje de Nikolić, cuyo contrato comenzaría a partir del 1 de junio de 2020. En la temporada 2020-21, Lokomotiv ganó la Copa de Rusia y se clasificó para la Europa League, y también terminó en tercer lugar en la tabla de la liga. El 21 de mayo de 2021, el club le amplió el contrato por tres años más. El 5 de octubre de 2021, fue destituido después de una racha de malos resultados en la liga rusa y en las competiciones europeas.

### Shabab Al-Ahli
El 29 de junio de 2023, fue confirmado como nuevo entrenador del Shabab Al-Ahli de la UAE Pro League.En mayo de 2024, dejó su cargo de mutuo acuerdo con la directiva emiratí.

### CSKA Moscú
El 6 de junio de 2024, fue anunciado como técnico del CSKA Moscú. En mayo de 2025, obtuvo la Copa de Rusia después de vencer al Rostov en la tanda de penaltis. El 9 de junio de 2025, presentó la renuncia al cargo.

### AEK Atenas
El 14 de junio de 2025, asumió al frente del AEK Atenas.

## Clubes

### Como jugador
| Club                   | País       | Año       |
| ---------------------- | ---------- | --------- |
| Rad                    | Yugoslavia | 1998-1999 |
| FK Dorćol (A préstamo) | Yugoslavia | 1998-1999 |

### Como entrenador
| Club               | País                   | Año       | Partidos dirigidos | Partidos ganados | Partidos empatados | Partidos perdidos | Efectividad |
| ------------------ | ---------------------- | --------- | ------------------ | ---------------- | ------------------ | ----------------- | ----------- |
| Rad                | Serbia                 | 2008-2011 | 86                 | 31               | 28                 | 27                | 46.9%       |
| Rad                | Serbia                 | 2012-2013 | 47                 | 20               | 10                 | 17                | 49.65%      |
| Vojvodina          | Serbia                 | 2013      | 26                 | 12               | 10                 | 4                 | 58.97%      |
| Partizan           | Serbia                 | 2013-2015 | 51                 | 34               | 11                 | 6                 | 73.86%      |
| Olimpija Ljubljana | Eslovaquia             | 2016      | 8                  | 4                | 4                  | 0                 | 66.67%      |
| Partizan           | Serbia                 | 2016-2017 | 41                 | 35               | 4                  | 2                 | 88.62%      |
| Fehérvár           | Hungría                | 2017-2019 | 120                | 69               | 27                 | 24                | 65%         |
| Lokomotiv Moscú    | Rusia                  | 2020-2021 | 64                 | 31               | 18                 | 15                | 57.81%      |
| Shabab Al-Ahli     | Emiratos Árabes Unidos | 2023-2024 | 31                 | 19               | 4                  | 8                 | 65.59%      |
| CSKA Moscú         | Rusia                  | 2024-2025 | 43                 | 23               | 13                 | 7                 | 63.57%      |
| AEK Atenas         | Grecia                 | 2025-Act. |                    |                  |                    |                   |             |
| Total              | Total                  | Total     | 518                | 278              | 130                | 110               | 62.03%      |

## Palmarés

### Como entrenador

#### Campeonatos nacionales
| Título                                  | Club           | País                   | Año     |
| --------------------------------------- | -------------- | ---------------------- | ------- |
| Superliga de Serbia                     | Partizan       | Serbia                 | 2016-17 |
| Copa de Serbia                          | Partizan       | Serbia                 | 2016-17 |
| Nemzeti Bajnokság I                     | Fehérvár       | Hungría                | 2017-18 |
| Copa de Hungría                         | Fehérvár       | Hungría                | 2018-19 |
| Supercopa de los Emiratos Árabes Unidos | Shabab Al-Ahli | Emiratos Árabes Unidos | 2023    |
| Copa de Rusia                           | CSKA Moscú     | Rusia                  | 2024-25 |

### Distinciones individuales
| Distinción                                           | Año     |
| ---------------------------------------------------- | ------- |
| Entrenador de la temporada de la Superliga de Serbia | 2016-17 |